# Wigginton (Oxfordshire)
Pour les articles homonymes, voir Wigginton.
Wigginton est un village et une paroisse civile de l'Oxfordshire, en Angleterre. Il est situé dans le nord du comté, à une dizaine de kilomètres au sud-ouest de la ville de Banbury. Administrativement, il relève du district de Cherwell. Au recensement de 2011, il comptait 194 habitants.